# Taeniodera rutilans
Taeniodera rutilans är en skalbaggsart som beskrevs av Ma 1988. Taeniodera rutilans ingår i släktet Taeniodera och familjen Cetoniidae. Inga underarter finns listade i Catalogue of Life.